# Official Nintendo Magazine
A Official Nintendo Magazine, ou ONM, é uma revista de videogame britânica e australiana que cobre os consoles Nintendo DS e Wii, da Nintendo. Originalmente publicada pela EMAPOCLC 52080622 como Nintendo Magazine System, a revista primeiramente cobria informações sobre os consoles Nintendo Entertainment System, Super Nintendo Entertainment System e Game Boy, e foi mais tarde gradativamente renomeado para Nintendo Magazine, Nintendo Official Magazine e, então, brevemente, Nintendo Official Magazine UK. Sob estes nomes, ela foi publicada pela EAMP por 20 anos, antes dos direitos autorais serem vendidos para a sua publicadora atual, Future Publishing.OCLC 46390444 A primeira edição pela Future Publishing foi lançada em 16 de fevereiro de 2006. A versão australiana é uma sequência da revista Nintendo Magazine System, não relacionada à publicação do Reino Unido.